# Майеле, Джейсон
Дже́йсон Ноно́ Майеле́ (фр. Jayson Nono Mayélé; 4 января 1976, Киншаса — 2 марта 2002, Буссоленго) — конголезский футболист, нападающий.

## Клубная карьера
Майеле играл на позиции нападающего или нападающего и был членом команды «Кьево», которая квалифицировалась в Европу в своём первом сезоне Серии А, с которой он подписал контракт в октябре. Он представлял свою страну на Кубке африканских наций. Ранее он играл за «Кальяри» в Италии и «Шатору» во Франции.
Майеле погиб в автокатастрофе в возрасте 26 лет. Его машина столкнулась с другой, когда он пытался успеть на автобус команды «Кьево» на матч против «Пармы». Его доставили на вертолёте в больницу Вероны, но он скончался от полученных травм.
После его смерти «Кьево» навсегда закрепил 30 номер в его честь.